# Brachydontium curvisetum
Brachydontium curvisetum là một loài rêu trong họ Seligeriaceae. Loài này được H.A. Crum mô tả khoa học đầu tiên năm 1987.